# Aboune Pétros
Cette page contient des caractères éthiopiques. En cas de problème, consultez Aide:Unicode ou testez votre navigateur.
Aboune Pétros (Ge'ez: ኣቡነ ጴጥሮስ) ou Abouna Pétros (1892-1936) était un évêque éthiopien, exécuté le 29 juillet 1936 par les troupes d'occupation italiennes d'Éthiopie.

## Jeunesse
Né à Fitche, au nord d’Addis-Abeba, sous le nom de Hailemariam, il grandit dans une famille paysanne. Assez tôt, il décide de suivre des études religieuses et, à l’âge de 24 ans, devient moine. Plus tard, il enseigna dans les monastères de Fitche et du Wolamo. En 1918, il est nommé par l’Église éthiopienne orthodoxe professeur et prêtre à l’église du monastère Debré Menkrat, dans le Wolamo où il resta jusqu’en 1924. Il est ensuite nommé professeur à l’église du monastère de Marie, sur une île du lac Zeway, dans le sud de l’Éthiopie. Ses prêches sont connus et appréciées par la population locale. En 1928, il est nommé évêque de la région centrale et orientale de l’Éthiopie. Il reçoit donc le titre d’Aboun et prend le nom de Petros. Il passe beaucoup de temps dans les monastères autour de la ville de Dessie et dans la région du Wereilu.

## Résistance à l'occupation italienne
En 1935, lorsque les troupes italiennes envahissent l'Éthiopie, Abouna Pétros se rend avec l’empereur Hailé Sélassié Ier au front, dans le nord, où il apporte son aide aux blessés. Il assiste alors à la violence utilisée par les fascistes notamment à l'encontre des civils. À la suite de la victoire italienne de May Chaw, les Patriotes éthiopiens se replient dans les zones au sud et Abune Petros se rend au Monastère de Debré Libanos. Il commence à s’interroger sur la guerre en cours : comment l’Italie, un pays chrétien, pouvait occuper de manière aussi brutale un autre pays pacifique chrétien comme l’Éthiopie ? Alors que certains prêtres à Addis Abeba acceptaient la présence des fascistes, l’Aboune Pétros dénonçait les massacres commis. Conscients de sa popularité, les Italiens, avec l’aide de prêtres, lui envoyaient des lettres afin de le faire changer de camp en lui offrant une vie paisible dans une somptueuse demeure de la capitale. Aboune Pétros s’empressa de refuser.
À mesure que le nombre de Patriotes augmentait, et que l'occupation italienne se durcissait, les prêches de l’Aboune Pétros prirent un ton plus virulent. En 1936, alors qu’il s’adressait aux fidèles dans la capitale, les soldats italiens reçurent l’ordre d’arrêter Aboune Pétros. Avant son procès, les autorités lui présentèrent une dernière offre : s’il cessait de dénoncer l’occupation et s’il acceptait de condamner publiquement les Patriotes, il serait libéré. Il refusa et répondit : « Les pleurs de mes compatriotes causés par vos gaz et vos machines ne permettront jamais à ma conscience d’accepter votre ultimatum. Comment pourrais-je me présenter devant mon Dieu si je refuse de voir un crime d’une telle ampleur ? ». Après un procès rapide, Aboune Pétros fut condamné à mort. La nouvelle se répandit rapidement dans le pays et les fidèles se rendirent à Addis Abeba pour le saluer une dernière fois. Les fascistes craignant une rébellion et une tentative de le libérer, décidèrent d’avancer le plus possible la date de son exécution. Ce jour-là, le 29 juillet 1936, il fut amené en place publique, où une foule importante s'était rassemblée. Durant son dernier discours, il déclara : « Mes compatriotes, ne croyez pas les fascistes s’ils vous disent que les Patriotes sont des bandits, les Patriotes sont des gens qui se battent pour nous libérer de la terreur du fascisme. Les bandits sont les soldats qui se trouvent face à moi et vous, qui sont venus de loin, terrorisent et occupent violemment un pays faible et pacifique : notre Éthiopie. Que Dieu donne au peuple d'Éthiopie la force de résister et de ne jamais s’incliner face à l’armée fasciste et sa violence. Que la terre éthiopienne puisse ne jamais accepter les ordres de l’armée d'invasion. » . Peu après, Abouna Pétros mourut fusillé et devint un martyr national. Par la suite, de nombreuses personnes rejoignirent les rangs des Patriotes.

## Un héros national
De nos jours, Abouna Pétros reste un personnage célèbre de l’histoire éthiopienne. Une statue commémorative a été érigée en 1946 à Addis-Abeba, près de la cathédrale Saint-Georges et du square Ménélik II. Elle a été momentanément retirée, depuis 2013, afin de permettre la construction d'une station du métro léger de la capitale. 
L’auteur Tsegaye Gebre-Medhin a rédigé une pièce de théâtre sur ses derniers jours.

## Photos

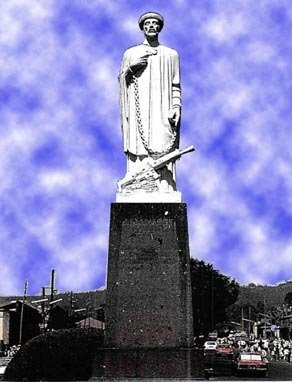
La statue d'Aboune Pétros, figure de la résistance, à Addis Abeba
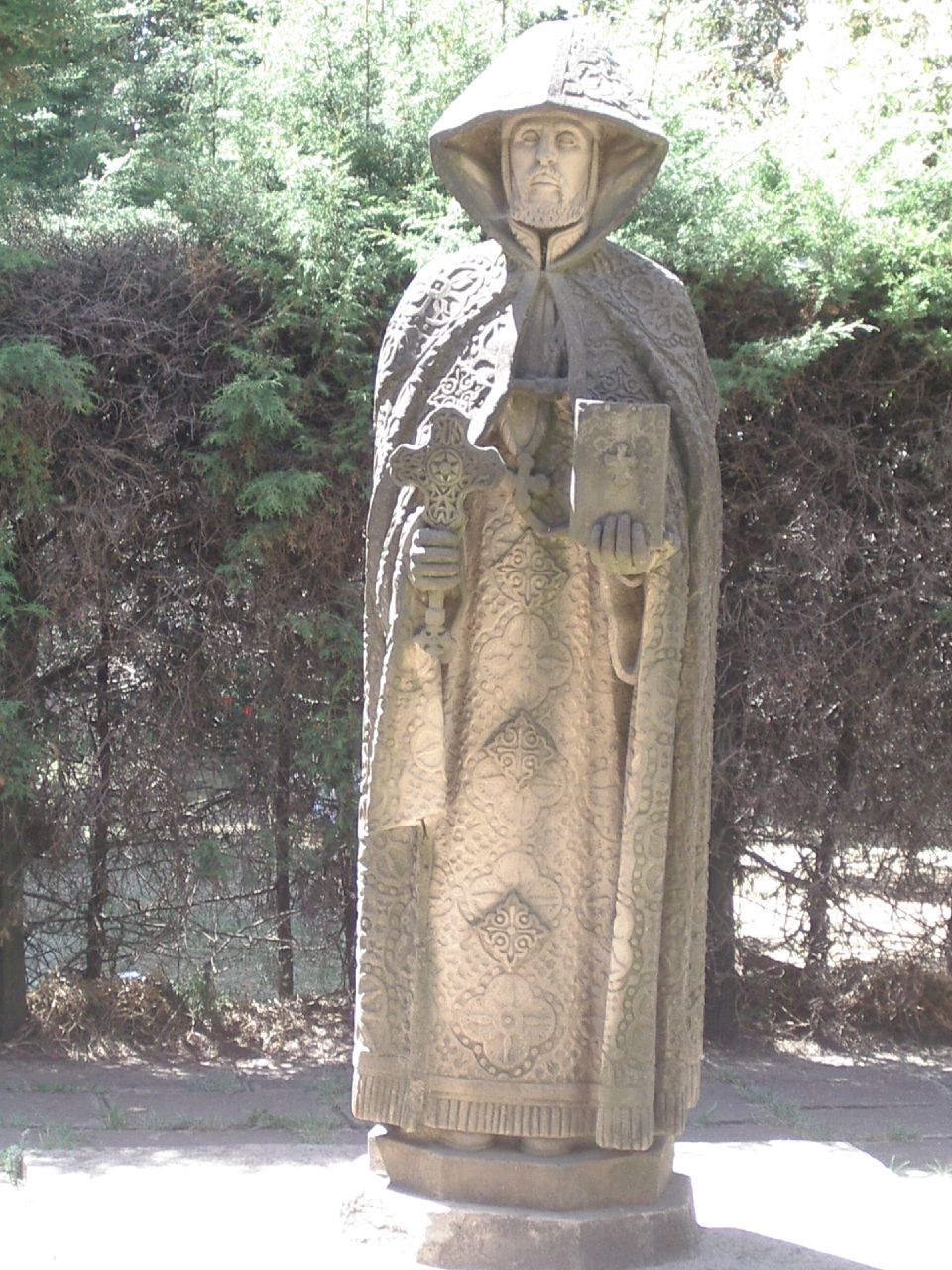
Statue d'Abouna Pétros dans le parc de l'église Saint-Georges
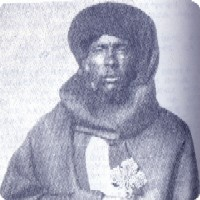
Portrait de l'Aboune Pétros